# 토고 축구 연맹
토고 축구 연맹(프랑스어: Fédération Togolaise de Football, FTF)은 토고의 축구를 관장하는 기관이다. 2006년 토고 축구 국가대표팀은 독일의 2006년 FIFA 월드컵에 처음으로 참가했다.

## 역사
토고 축구 연맹은 1960년에 설립되었으며 1962년부터 FIFA에 가입되어 있으며 1963년부터 CAF의 회원국으로 활동하고 있다.